# Валкањ
Валкањ (рум. Valcani) је село и једино насеље унутар истоимене општине Валкањ, која припада округу Тимиш у Румунији.

## Положај насеља
Село Валкањ се налази у источном, румунском Банату, на неколико километара удаљености од Србије (преко границе се налази српско село Мокрин). У близини села налази се гранични прелаз Валкањ, док је са српске стране гранични прелаз Врбица. Од Темишвара село је удаљено око 70 км. Сеоски атар је у равничарском делу Баната.

## Прошлост
Насеље се први пут помиње 1256. године као "Вила Киволкан".
Калуђери српског манастира Пећке патријаршије су походили село 1660.и 1666. године скупљајући прилог. Пописали су следеће дародавце: домаћин је први пут био Миливоје, поп Марко, Огњан а остали сељаци дали су 1860 аспри "за благослов". Код друге посете било их је много више: домаћини Ђура и Суба, Радивој Ћосић, Васа Божић, Драга, Радојица, Грубица, Вукадин, Кузман, Степан, Радојица, Завиша, Русмир, Ђаниш, Милош, Радун, Никола, Радојица, Иван, Негован, Живко, Вујица, Вукоје, Вуко, Станко, Благоје, Иван, Гвозде, поп Марко (опет) и његов син поп Пана, Сава и други.
По "Румунској енциклопедији" у 17. веку доселили су се ту и Румуни из Трансилваније, Караша и Северина. Подигнута је 1799. године православна црква у месту.
"Валкан" је 1764. године православна парохија у Чанадском протопрезвирату. По Ерлеру аустријском царском ревизору место Валкањ је 1774. године било у склопу Тамишког округа, Чанадског дистрикта. Становништво је измешано, српско и влашко. Када је 1797. године пописан православни клир ту су три свештеника. Пароси, поп Илија Оприковић (рукоп. 1784) и поп Пантелејмон Поповић (1793) говорили су српским и румунским језиком. А поп Александар Јанош (1789) знао је само румунски језик.
Као купац једне популарне српске књиге јавља се 1843. године парох валкањски, поп Симеон Поповић (ту и 1840).
Између 1877-1968. године функционисао је Валкањ као самостална општина; поново обновљена 2004. године. Почетком 20. века у месту живи 50 православних Срба.

## Становништво
По последњем попису из 2002. године село Валкањ имало је 1.308 ст., махом Румуна. Последњих деценија број становништва опада.